# Lithocarpus amoenus
Lithocarpus amoenus W.Y.Chun & C.C.Huang – gatunek roślin z rodziny bukowatych (Fagaceae Dumort.). Występuje naturalnie w południowych Chinach – w prowincjach Fujian (na południowym zachodzie), Guangdong, Kuejczou oraz Hunan (w południowo-zachodniej części). 

## Morfologia
PokrójZimozielone drzewo dorastające do 15 m wysokości.
LiścieBlaszka liściowa jest nieco skórzasta, omszona od spodu i ma kształt od eliptycznego do owalnie eliptycznego. Mierzy 12–18 cm długości oraz 4–8 cm szerokości, jest całobrzega, ma klinową nasadę i ostry lub spiczasty wierzchołek.
OwoceOrzechy o niemal kulistym kształcie, dorastają do 16–22 mm długości i 16–20 mm średnicy. Osadzone są pojedynczo w kulistych miseczkach, które mierzą 20–25 mm średnicy. Orzechy są całkowicie otulone miseczkami.

## Biologia i ekologia
Rośnie w lasach mieszanych. Występuje na wysokości do 1000 m n.p.m. Kwitnie od maja do czerwca, natomiast owoce dojrzewają od sierpnia do października.